# 嫁兼
嫁兼（よめかね）は、富山県南砺市にある町名。人口は227人で57世帯。なお、「嫁兼」は名字としても極少数存在する。

## 地名の由来
越前の弥兵衛夫婦が当地の医王山の参詣の際、美しい景色に対して、「ここで楽しく一生を暮しませんか」と嫁が気兼ねしながら言ったことによるとされる。ねずみ（当時は嫁と言った）の多くいた場所だからと言う説もある。

## 嫁兼の獅子舞
嫁兼の獅子舞の歴史は古く、明治30年ごろには、同市の小山集落に獅子舞を教えていたという
嫁兼の秋祭りは3年に1回行われ、獅子舞を行う。

## 地形
小矢部川の河岸段丘上にあり、小矢部川沿いに比べて30mほど標高が高い。